# País livre (política)

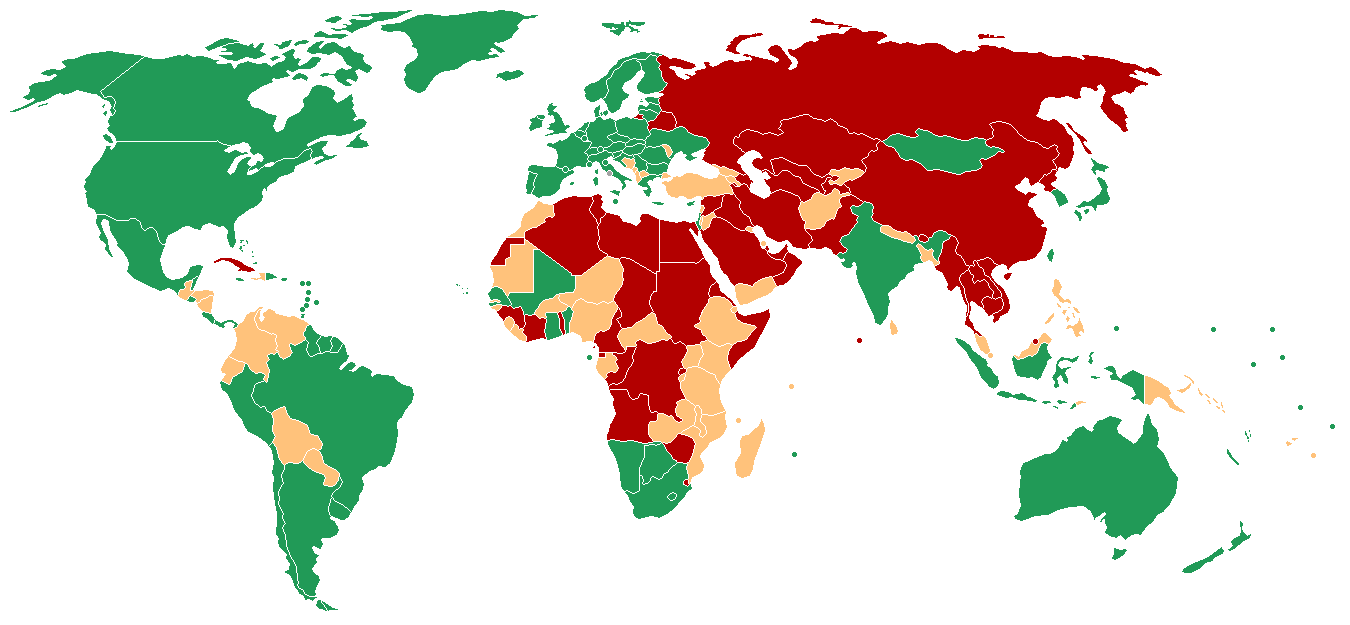
Mapa da Freedom House (2007).
país livre
parcialmente livre
não livre

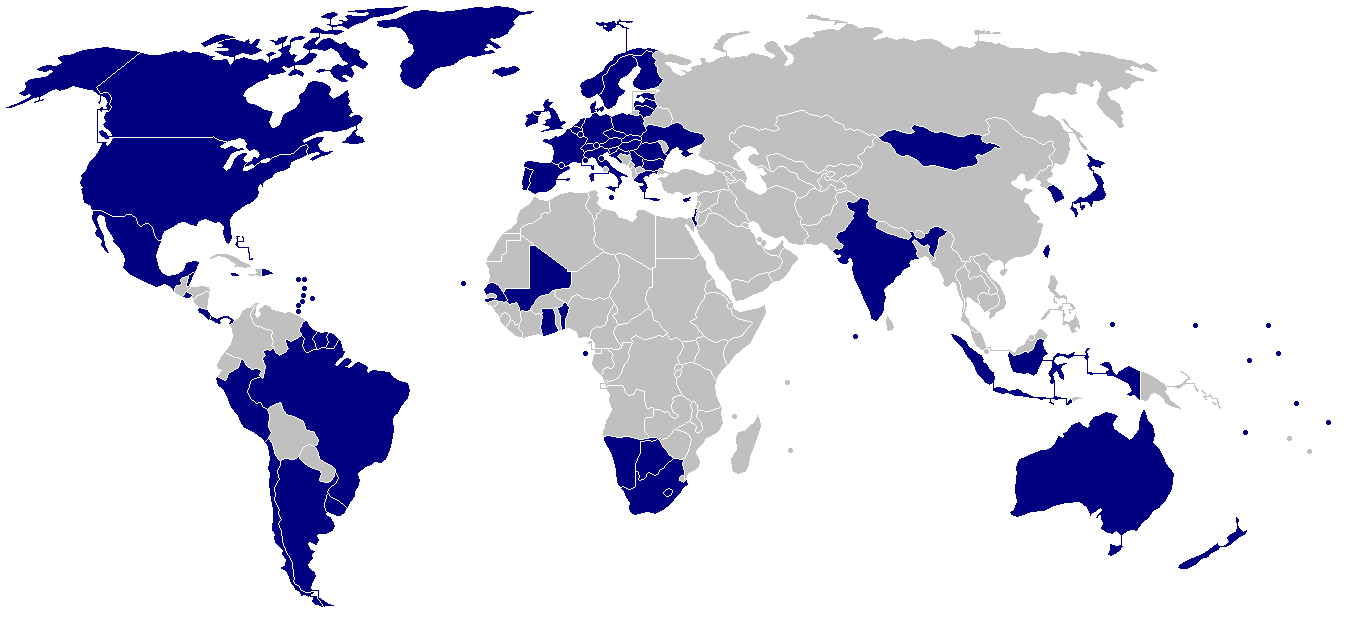
Mapa da Freedom House (2008).
país livre

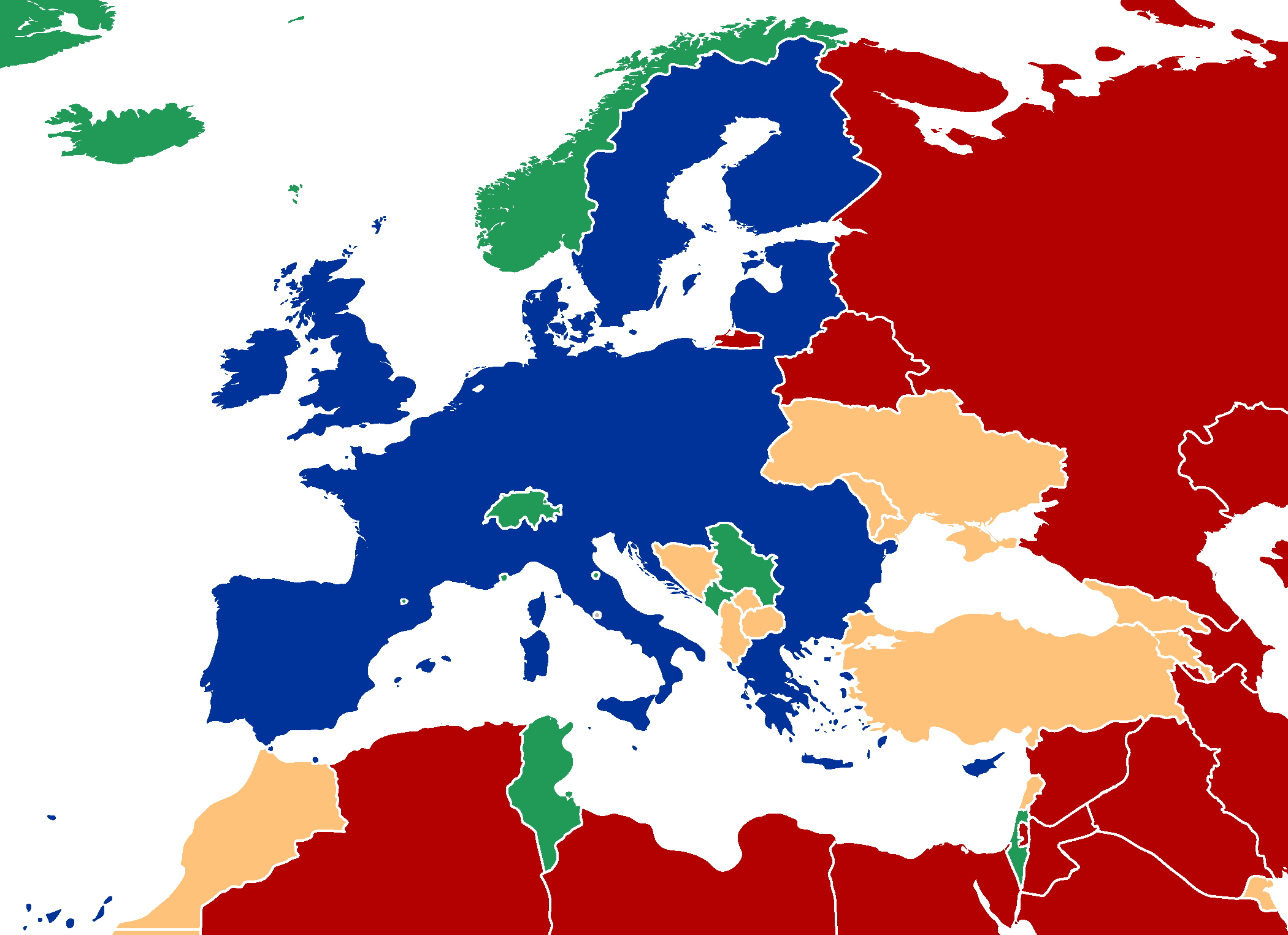
União Européia (toda livre)
livre
parcialmente livre
não-livre
não classificado

País Livre é um conceito político e ideológico que se refere a existência de liberdade política, social e econômica em um país. Isso inclui a existência de democracia instituições que garantem a liberdade na prática, tais como democracia representativa, partidos políticos, sindicato, oposição política, separação de poderes, independência judicial e independência mediática. Também engloba instituições que evitem a repressão política, tortura, censura e outras formas de negação de liberdade.
No contexto histórico da Segunda Guerra Mundial, o termo países livres foi usado para identificar os Aliados ocidentais contra as potências do eixo (Alemanha Nazista e Itália Fascista). Durante a Guerra Fria, o termo foi usado para diferenciar os aliados dos Estados Unidos contra a União Soviética (junto com a República da China). Em ambos os casos, o termo foi usado para fins de propaganda, sem levar em conta a eficácia das instituições políticas, como descritas acima.
A frase coloquial este é um país livre é às vezes utilizada para justificar o exercício de um direito ou a capacidade de questionar o comportamento do governo.
A Freedom House dos Estados Unidos publicou relatórios sobre o "estado da liberdade no mundo" com os países classificados como, países livres, países parcialmente livres ou não livres. Em 2008 há 90, 60 e 43 respectivamente.